# Yovita Meta
Yovita Meta (Kefamenanu (West-Timor), 4 december 1955) is een Indonesisch modeontwerpster, ambachtskunstenaar en ontwikkelingswerker. Ze stimuleert culturele en economische ontwikkeling in West-Timor, een van de armste gebieden van Indonesië.

## Levensloop
In 1989 richtte ze de non-profit-weversorganisatie Sanggar Biboki (Tafaen Pah Foundation) op, die in 1992 werd beloond met een Upakarta-prijs van de Indonesische regering. In 2003 werd bekroond met een Prins Claus Prijs met een dotering van €25.000,= vanwege haar vernieuwende ontwerpen en modernisering van oude technieken.
Meta exposeerde haar werk nationaal en internationaal, onder meer het Northern Territory Museum of Arts and Sciences in Bulocky Point, Fannie Bay, Darwin, Australië. Via workshops en trainingen verspreidt ze haar technieken, waarmee in 2003 in totaal 1644 wevers in 25 groepen in hun inkomen konden voorzien. Sanggar Biboki exporteert Timorese modekleding en weefstoffen naar Bali, Java en Australië.